# 2001年の日本競馬
2001年の日本競馬（2001ねんのにほんけいば）では、2001年（平成13年）の日本競馬界についてまとめる。
2000年の日本競馬 - 2001年の日本競馬 - 2002年の日本競馬

## 概要

### 馬齢表記の変更
2000年まで数え年で表記された馬齢表記を、国際的な表記である満年齢に変更。
これに伴い、朝日杯3歳ステークス→朝日杯フューチュリティステークス、阪神3歳牝馬ステークス→阪神ジュベナイルフィリーズ等、馬齢を表記した競走名が変更された。

### クラシックに外国産馬出走
この年よりクラシックレースのうち東京優駿（日本ダービー）、菊花賞に2頭ずつ外国産馬が出走可能となった。
東京優駿にはNHKマイルカップを勝ったクロフネと青葉賞を勝ったルゼルが出走。クロフネは5着、ルゼルは14着に終わる。
菊花賞には神戸新聞杯を勝ったエアエミネムが出走し、3着。
2004年までに5大クラシック全競走に外国産馬の出走枠が設けられ、2008年には最大7頭にまで拡大されているが、2012年時点終了で外国産のクラシックホースはローブデコルテ（2007年優駿牝馬）のみである。

### 地方競馬の廃止相次ぐ
大分県の中津競馬場は経営不振に陥っており、このためこの年2月に中津市が廃止を決定した。本来は6月末での廃止の予定であったが、4月に入って着順判定写真の業者との契約問題が解決せず、開催が不能となったため、4月6日に2か月前倒しの廃止が決まった。
また、11月5日には、新潟県競馬組合の管理者である平山征夫知事が新潟県競馬（新潟競馬場、三条競馬場）を2001年度限りで廃止、同組合を解散すると発表。栃木県宇都宮市も同年限りで宇都宮競馬場での開催を中止している。

### 日本調教馬の海外での活躍
国内外の国際競走で日本調教馬の活躍が目立った。3月にはトゥザヴィクトリーが世界最高賞金額レースであるドバイワールドカップにて牝馬として初めて賞金圏内に入線、同日のドバイシーマクラシックではステイゴールドがワールドレーシング・チャンピオンシップの前年度チャンピオン・ファンタスティックライトを破る快挙を達成。11月にはジャパンカップ開催21年目にして初めて日本調教馬が掲示板を独占。12月の香港国際競走では同日に開催された3つの国際G1全てを日本調教馬が勝利した。

## できごと

### 1月 - 3月
- 1月5日 - ファレノプシスの引退式が京都競馬場で行われる[1]。
- 1月7日 - 京都競馬は降雪のため第10競走以降の3レースが中止となった。降雪による途中中止は1987年12月13日の中山競馬（3レース以降）以来14年ぶりで、京都競馬場では初めて[1]。
- 1月14日 - サンデーサイレンス産駒のボーンキングが京成杯を、ステイゴールドが日経新春杯を制し、産駒の重賞勝利が通算113勝となり、歴代1位のヒンドスタンに並ぶ。
- 1月20日 - 京都競馬は降雪のため6レース以降が中止。1月22日に出馬投票をやり直して続行競馬として開催。
- 1月24日 - 中央競馬の和田竜二が第33回日本プロスポーツ功労賞を、また二本柳壮が新人賞を受賞[1]。
- 1月27日・1月28日 - 両日の東京競馬はいずれも降雪のため、それぞれ1月29日・1月30日に延期された[1]。
- 2月8日 - 特別区競馬組合の出資により、株式会社TCKサービスが設立される[1]。
- 2月11日 - きさらぎ賞をアグネスゴールドが勝ち、サンデーサイレンス産駒が重賞114勝のJRA歴代最多記録を更新。
- 2月13日 - 中津市が6月末での中津競馬場廃止を表明[1]。
- 2月15日 - 川崎競馬の調教師と騎手が競走前に馬の情報を漏らし、その見返りとして現金を受け取っていたとして、神奈川県警が両名を競馬法違反容疑（収賄）で逮捕。前年9月に携帯電話を用いて外部の人間に情報を提供していた[3]。
- 2月25日 - 中央競馬の的場均の引退式が中山競馬場で行われる[1]。
- 3月4日 - 中山競馬場にハイセイコーの銅像が建立され、その除幕式が行われる[1]。
- 3月9日 - 中央競馬で103戦5勝の成績を持っていた8歳牝馬サンコメーテスが引退、繁殖入りした[4]。
- 3月18日 - ナリタトップロードが阪神大賞典を3分2秒5のタイムで優勝し、芝3000mの世界レコードを記録。
- 3月22日 - 中津競馬場で実質的最後の開催が行われる。本来は6月での廃止予定であったが、4月に映像業者との交渉が決裂したため、6月の開催を待たずに廃止された[2]。
- 3月24日 - ドバイワールドカップミーティングが開催され、ドバイワールドカップに出走したトゥザヴィクトリーが日本馬として初[注 1]、牝馬として初（2015年時点で唯一）の2着に入線。レギュラーメンバーは9着。ドバイシーマクラシック(G2)に出走したステイゴールド（武豊）が優勝。ドバイデューティーフリー(G2)に出走したイーグルカフェ、ゴドルフィンマイル(G3)に出走したノボトゥルーはいずれも9着[2]。
- 3月30日 - 前年12月に成立した横浜市の法定外税「勝馬投票券発売税」について、総務省は「新税を創設できる要件のうちの「国の経済政策を妨げない」に抵触する」として、これを同意しないことを決める[2]。

### 4月 - 6月
- 4月1日 - 日本中央競馬会が、アナボリックステロイドの一種であるメテノロンを禁止薬物に追加指定[2]。
- 4月2日 - iモード用「地方競馬チャンネル」の公式サイトが運用開始される[2]。
- 4月5日 - 北関東競馬の3競馬場が、1本場開催と2場が場外発売する体制を構築[2]。
- 4月14日 - サンデーサイレンス産駒がJRA通算1,000勝を達成。産駒デビューからわずか7年での達成。
- 4月29日 - 天皇賞・春をテイエムオペラオーが制し、史上初の天皇賞3連覇（3勝も史上初）を達成。GI7勝はシンボリルドルフと並ぶ史上最多タイ[2]。
- 5月1日 - フランス遠征中の武豊がサンクルー競馬場で行われたG2ミュギュエ賞に優勝。
- 5月2日 - 無敗の皐月賞馬アグネスタキオンは屈腱炎を発症し、6か月以上の休養が必要と診断された。
- 5月20日 - 優駿牝馬をケント・デザーモ騎乗のレディパステルが制し、外国人騎手初のクラシック制覇。
- 5月23日 - 日本中央競馬会は裁定委員会を開き、昨年6月に美浦村の交差点において酒気帯び運転で交通事故を起こした美浦所属の調教師に対して、過怠金50万円を課す処分を決定[5]。
- 6月7日 - トーシンブリザードが東京ダービーに優勝し、無敗で南関東三冠を達成[6]。
- 6月11日 - 宇都宮市が宇都宮競馬場における競馬事業から撤退、その最後の開催が行われる[2]。
- 6月21日 - 日本中央競馬会が、新しい馬主形態である「組合馬主」制度についての概要を発表[2]。
- 6月22日 - 大井競馬場に日本初となる観戦型のレストラン・ダイアモンドターンが完成[2]。
- 6月24日 - 宝塚記念でメイショウドトウが6度目の挑戦でついにテイエムオペラオーを破りGIを初制覇し、外国産馬初の獲得賞金8億円。2着に敗れたテイエムオペラオーは史上初の獲得賞金20億円（奨励金を含む）。4着のステイゴールドは史上最多の17回目のGI挑戦。

### 7月 - 9月
- 7月2日 - 国際セリ名簿基準委員会により、宝塚記念が国際GIに、京王杯スプリングカップと毎日王冠が国際GIIに認定される[7]。
- 7月4日 - 川崎競馬の佐々木竹見の引退を前に、全国の騎手を招待して「佐々木竹見引退記念全国騎手交流競走」が行われる。競走は2回行われ、ともに佐々木が優勝した。佐々木は7月8日に7,151勝の記録とともに引退[7]。
- 7月14日 - 新潟競馬場が左回りへの改装、日本初の直線芝1000mのコースを新設して大規模な改装を施し新装オープン。NiLS21ステークスではツジノワンダーが芝2000mの日本レコードタイム[注 2]となる1分56秒4を記録[7]。
- 7月16日 - 日本中央競馬会の事務所が東京都港区六本木に移転する[7]。
- 7月18日
  - 田原成貴が、管理馬フジヤマハクザンの耳に小型発信機を装着していた事が発覚[8]。
  - 姫路競馬第2競走（11頭立て）で、最低11番人気が1着となり同馬に対する単勝式馬券の配当が日本競馬史上最高となる20万5760円を記録。
- 7月29日 - 河内洋が史上3人目の通算2000勝を達成。史上最年少・最速で達成。
- 8月19日 - セイウンスカイの引退式が札幌競馬場で行われる[7]。
- 9月2日 - 中央競馬の騎手安田富男の引退式が新潟競馬場で行われる[7]。
- 9月14日 - JRAは、7月18日に発覚した発信機の事件に関して田原成貴に過怠金50万円の処分を行ったことを発表[8]。
- 9月30日 - アグネスタキオンの引退式が阪神競馬場で行われる[7]。

### 10月 - 12月
- 10月7日
  - 京都大賞典でステイゴールドが斜行。ナリタトップロードの走路を妨害し、同馬の渡辺薫彦騎手が落馬・競走中止したため失格となり、テイエムオペラオーが繰り上がり1着。
  - 武豊がロンシャン競馬場でG1アベイ・ド・ロンシャン賞をインペリアルビューティで優勝[7]。
- 10月8日 - 調教師の田原成貴が東京・羽田空港で銃刀法及び覚醒剤取締法違反の現行犯で警視庁に逮捕されたことが発覚。これを受けJRAは10月11日から裁定委員会の議定があるまで調教停止処分にしたと同時に、管理馬を谷潔厩舎に転厩させたことを発表[9]。その後12月21日に調教師免許を取り消した[10]。
- 10月19日 - 日本中央競馬会がアメリカ合衆国の競走馬キャプテンスティーヴを種牡馬として500万ドル（約6億円）で購入すると発表。また、日本軽種馬協会は同じく種牡馬としてボストンハーバーを購入すると発表[11]。
- 10月28日 - 天皇賞・秋をアグネスデジタルが制し、45年ぶりの外国産馬の天皇賞馬に。
- 10月31日 - 「第1回ジャパンブリーディングファームズカップ」が大井競馬場で行われる。交流GI「JBCクラシック」と「JBCスプリント」が開催された[11]。
- 11月21日 - 中央競馬において、年間の成績によって調教師への貸与馬房を増減する「メリットシステム」を2004年から導入することを発表[11]。
- 11月24日 - クロフネがジャパンカップダートを2分5秒9のタイムで優勝し、ダート2100mの世界レコードを記録。
- 11月24日 - ファストフレンドの引退式が東京競馬場で行われる[11]。
- 11月25日 - ジャパンカップを3歳馬のジャングルポケットが優勝。内国産馬の3歳馬による勝利は史上初。2着以下にはテイエムオペラオー、ナリタトップロード、ステイゴールド、メイショウドトウが入り、ジャパンカップ史上初めて日本馬が掲示板を独占した。
- 12月1日 - 阪神電車の仁川駅と阪神競馬場を結ぶ専用地下通路が完成[11]。
- 12月2日 - オリビエ・ペリエがタムロチェリーで阪神ジュベナイルフィリーズを勝ち、マイルチャンピオンシップ（ゼンノエルシド）、ジャパンカップ（ジャングルポケット）に次いで、史上初の3週連続GI制覇を達成。
- 12月5日 - 新潟県知事が同年限りでの新潟県競馬（新潟・三条）の廃止を発表する[11]。
- 12月16日 - 香港沙田競馬場で行われた香港国際競走で、いずれもG1の香港カップをアグネスデジタルが、香港マイルをエイシンプレストンが、香港ヴァーズをステイゴールドが制する。ステイゴールドは引退レースで悲願のG1制覇[11]。
- 12月21日 - JRAは10月8日に逮捕された田原成貴の調教師免許を剥奪したことを発表。
- 12月23日 - 有馬記念をマンハッタンカフェが制し、サンデーサイレンスはヒンドスタン、パーソロンに次いで史上3頭目の産駒による旧八大競走制覇を達成。
- 12月24日 - クロフネが屈腱炎を発症。このため12月26日に引退[12]。
- 12月29日 - 岩手競馬所属のトーホウエンペラーが東京大賞典に優勝。南関東地区以外の地方競馬所属馬による勝利は史上初。

## 競走成績

### 中央競馬・平地GI
| 競走名                                 | 競走名                                 | 優勝馬             | 性齢 | 騎手                     | 調教師                   | 所属    |
| 月日                                   | 競馬場                                 | 優勝馬             | 性齢 | 馬主                     | 馬主                     | 勝時計  |
| -------------------------------------- | -------------------------------------- | ------------------ | ---- | ------------------------ | ------------------------ | ------- |
| 第18回フェブラリーステークス           | 第18回フェブラリーステークス           | ノボトゥルー       | 牡5  | O.ペリエ                 | 森秀行                   | JRA栗東 |
| 2月18日                                | 東京競馬場                             | ノボトゥルー       | 牡5  | （有）池ばた             | （有）池ばた             | 1:35.6  |
| 第31回高松宮記念                       | 第31回高松宮記念                       | トロットスター     | 牡5  | 蛯名正義                 | 中野栄治                 | JRA美浦 |
| 3月25日                                | 中京競馬場                             | トロットスター     | 牡5  | 高野稔                   | 高野稔                   | 1:08.4  |
| 第61回桜花賞                           | 第61回桜花賞                           | テイエムオーシャン | 牝3  | 本田優                   | 西浦勝一                 | JRA栗東 |
| 4月8日                                 | 阪神競馬場                             | テイエムオーシャン | 牝3  | 竹園正繼                 | 竹園正繼                 | 1:34.4  |
| 第61回皐月賞                           | 第61回皐月賞                           | アグネスタキオン   | 牡3  | 河内洋                   | 長浜博之                 | JRA栗東 |
| 4月15日                                | 中山競馬場                             | アグネスタキオン   | 牡3  | 渡辺孝男                 | 渡辺孝男                 | 2:00.3  |
| 第123回天皇賞（春）                    | 第123回天皇賞（春）                    | テイエムオペラオー | 牡5  | 和田竜二                 | 岩元市三                 | JRA栗東 |
| 4月29日                                | 京都競馬場                             | テイエムオペラオー | 牡5  | 竹園正繼                 | 竹園正繼                 | 3:16.2  |
| 第6回NHKマイルカップ                   | 第6回NHKマイルカップ                   | クロフネ           | 牡3  | 武豊                     | 松田国英                 | JRA栗東 |
| 5月6日                                 | 東京競馬場                             | クロフネ           | 牡3  | 金子真人                 | 金子真人                 | 1:33.0  |
| 第62回優駿牝馬（オークス）             | 第62回優駿牝馬（オークス）             | レディパステル     | 牝3  | K.デザーモ               | 田中清隆                 | JRA栗東 |
| 5月20日                                | 東京競馬場                             | レディパステル     | 牝3  | ロードホースクラブ（株） | ロードホースクラブ（株） | 2:26.3  |
| 第68回東京優駿（日本ダービー）         | 第68回東京優駿（日本ダービー）         | ジャングルポケット | 牡3  | 角田晃一                 | 渡辺栄                   | JRA栗東 |
| 5月27日                                | 東京競馬場                             | ジャングルポケット | 牡3  | 齊藤四方司               | 齊藤四方司               | 2:27.0  |
| 第51回安田記念                         | 第51回安田記念                         | ブラックホーク     | 牡7  | 横山典弘                 | 国枝栄                   | JRA美浦 |
| 6月3日                                 | 東京競馬場                             | ブラックホーク     | 牡7  | 金子真人                 | 金子真人                 | 1:33.0  |
| 第42回宝塚記念                         | 第42回宝塚記念                         | メイショウドトウ   | 牡5  | 安田康彦                 | 安田伊佐夫               | JRA栗東 |
| 6月24日                                | 阪神競馬場                             | メイショウドトウ   | 牡5  | 松本好雄                 | 松本好雄                 | 2:11.7  |
| 第35回スプリンターズステークス         | 第35回スプリンターズステークス         | トロットスター     | 牡5  | 蛯名正義                 | 中野栄治                 | JRA美浦 |
| 9月30日                                | 中山競馬場                             | トロットスター     | 牡5  | 高野稔                   | 高野稔                   | 1:07.0  |
| 第6回秋華賞                            | 第6回秋華賞                            | テイエムオーシャン | 牝3  | 本田優                   | 西浦勝一                 | JRA栗東 |
| 10月14日                               | 京都競馬場                             | テイエムオーシャン | 牝3  | 竹園正繼                 | 竹園正繼                 | 1:58.5  |
| 第62回菊花賞                           | 第62回菊花賞                           | マンハッタンカフェ | 牡3  | 蛯名正義                 | 小島太                   | JRA美浦 |
| 10月21日                               | 京都競馬場                             | マンハッタンカフェ | 牡3  | 西川清                   | 西川清                   | 3:07.2  |
| 第124回天皇賞（秋）                    | 第124回天皇賞（秋）                    | アグネスデジタル   | 牡4  | 四位洋文                 | 白井寿昭                 | JRA栗東 |
| 10月28日                               | 東京競馬場                             | アグネスデジタル   | 牡4  | 渡辺孝男                 | 渡辺孝男                 | 2:02.0  |
| 第26回エリザベス女王杯                 | 第26回エリザベス女王杯                 | トゥザヴィクトリー | 牝5  | 武豊                     | 池江泰郎                 | JRA栗東 |
| 11月11日                               | 京都競馬場                             | トゥザヴィクトリー | 牝5  | 金子真人                 | 金子真人                 | 2:12.8  |
| 第18回マイルチャンピオンシップ         | 第18回マイルチャンピオンシップ         | ゼンノエルシド     | 牡4  | O.ペリエ                 | 藤沢和雄                 | JRA美浦 |
| 11月18日                               | 京都競馬場                             | ゼンノエルシド     | 牡4  | 大迫忍                   | 大迫忍                   | 1:33.2  |
| 第2回ジャパンカップダート              | 第2回ジャパンカップダート              | クロフネ           | 牡3  | 武豊                     | 松田国英                 | JRA栗東 |
| 11月24日                               | 東京競馬場                             | クロフネ           | 牡3  | 金子真人                 | 金子真人                 | 2:05.9  |
| 第21回ジャパンカップ                   | 第21回ジャパンカップ                   | ジャングルポケット | 牡3  | O.ペリエ                 | 渡辺栄                   | JRA栗東 |
| 11月25日                               | 東京競馬場                             | ジャングルポケット | 牡3  | 齊藤四方司               | 齊藤四方司               | 2:23.8  |
| 第53回阪神ジュベナイルフィリーズ       | 第53回阪神ジュベナイルフィリーズ       | タムロチェリー     | 牝2  | O.ペリエ                 | 西園正都                 | JRA栗東 |
| 12月2日                                | 阪神競馬場                             | タムロチェリー     | 牝2  | 谷口屯                   | 谷口屯                   | 1:35.1  |
| 第53回朝日杯フューチュリティステークス | 第53回朝日杯フューチュリティステークス | アドマイヤドン     | 牡2  | 藤田伸二                 | 松田博資                 | JRA栗東 |
| 12月9日                                | 中山競馬場                             | アドマイヤドン     | 牡2  | 近藤利一                 | 近藤利一                 | 1:33.8  |
| 第46回有馬記念                         | 第46回有馬記念                         | マンハッタンカフェ | 牡3  | 蛯名正義                 | 小島太                   | JRA美浦 |
| 12月23日                               | 中山競馬場                             | マンハッタンカフェ | 牡3  | 西川清                   | 西川清                   | 2:33.1  |

### 中央競馬・障害
| 競走名                    | 競走名                    | 優勝馬         | 性齢 | 騎手           | 調教師         | 所属    |
| 月日                      | 競馬場                    | 優勝馬         | 性齢 | 馬主           | 馬主           | 勝時計  |
| ------------------------- | ------------------------- | -------------- | ---- | -------------- | -------------- | ------- |
| 第3回中山グランドジャンプ | 第3回中山グランドジャンプ | ゴーカイ       | 牡8  | 横山義行       | 郷原洋行       | JRA美浦 |
| 4月14日                   | 中山競馬場                | ゴーカイ       | 牡8  | 吉橋計         | 吉橋計         | 4:52.3  |
| 第124回中山大障害         | 第124回中山大障害         | ユウフヨウホウ | 牡4  | 今村康成       | 松元茂樹       | JRA栗東 |
| 12月22日                  | 中山競馬場                | ユウフヨウホウ | 牡4  | （株）アイテツ | （株）アイテツ | 4:44.1  |

### 地方競馬主要競走
| 競走名                               | 競走名                               | 優勝馬             | 性齢 | 騎手                           | 調教師                         | 所属    |
| 月日                                 | 競馬場                               | 優勝馬             | 性齢 | 馬主                           | 馬主                           | 勝時計  |
| ------------------------------------ | ------------------------------------ | ------------------ | ---- | ------------------------------ | ------------------------------ | ------- |
| 第50回川崎記念                       | 第50回川崎記念                       | レギュラーメンバー | 牡4  | 松永幹夫                       | 山本正司                       | JRA栗東 |
| 1月26日                              | 川崎競馬場                           | レギュラーメンバー | 牡4  | （有）ノースヒルズマネジメント | （有）ノースヒルズマネジメント | 2:12.9  |
| 第24回帝王賞                         | 第24回帝王賞                         | マキバスナイパー   | 牡6  | K.デザーモ                     | 岡林光浩                       | 船橋    |
| 6月26日                              | 大井競馬場                           | マキバスナイパー   | 牡6  | 新田知也                       | 新田知也                       | 2:04.4  |
| 第3回ジャパンダートダービー          | 第3回ジャパンダートダービー          | トーシンブリザード | 牡3  | 石崎隆之                       | 佐藤賢二                       | JRA美浦 |
| 7月12日                              | 大井競馬場                           | トーシンブリザード | 牡3  | 稲垣博信                       | 稲垣博信                       | 2:05.8  |
| 第16回ダービーグランプリ             | 第16回ダービーグランプリ             | ムガムチュウ       | 牡3  | 藤田伸二                       | 清水出美                       | JRA栗東 |
| 9月24日                              | 盛岡競馬場                           | ムガムチュウ       | 牡3  | 寺田寿男                       | 寺田寿男                       | 2:07.0  |
| 第14回マイルチャンピオンシップ南部杯 | 第14回マイルチャンピオンシップ南部杯 | アグネスデジタル   | 牡4  | 四位洋文                       | 白井寿昭                       | JRA栗東 |
| 10月8日                              | 盛岡競馬場                           | アグネスデジタル   | 牡4  | 渡辺孝男                       | 渡辺孝男                       | 1:37.7  |
| 第1回JBCスプリント                   | 第1回JBCスプリント                   | ノボジャック       | 牡4  | 蛯名正義                       | 森秀行                         | JRA栗東 |
| 10月31日                             | 大井競馬場                           | ノボジャック       | 牡4  | （有）池ばた                   | （有）池ばた                   | 1:11.1  |
| 第1回JBCクラシック                   | 第1回JBCクラシック                   | レギュラーメンバー | 牡4  | 松永幹夫                       | 山本正司                       | JRA栗東 |
| 10月31日                             | 大井競馬場                           | レギュラーメンバー | 牡4  | （有）ノースヒルズマネジメント | （有）ノースヒルズマネジメント | 2:05.2  |
| 第47回東京大賞典                     | 第47回東京大賞典                     | トーホウエンペラー | 牡5  | 菅原勲                         | 千葉四美                       | 岩手    |
| 12月29日                             | 大井競馬場                           | トーホウエンペラー | 牡5  | （株）東豊物産                 | （株）東豊物産                 | 2:05.2  |

## 表彰

### JRA賞
- 年度代表馬・最優秀3歳牡馬 ジャングルポケット
- 最優秀2歳牡馬 アドマイヤドン
- 最優秀2歳牝馬 タムロチェリー
- 最優秀3歳牝馬 テイエムオーシャン
- 最優秀4歳以上牡馬 アグネスデジタル
- 最優秀4歳以上牝馬 トゥザヴィクトリー
- 最優秀父内国産馬 該当馬なし
- 最優秀短距離馬 トロットスター
- 最優秀ダートホース クロフネ
- 最優秀障害馬 ゴーカイ
- 特別賞 ステイゴールド

### NARグランプリ
- 年度代表馬・サラブレッド系5歳上最優秀馬 トーホウエンペラー
- サラブレッド系2歳最優秀馬 プリンシパルリバー
- サラブレッド系3歳最優秀馬 トーシンブリザード
- 最優秀牝馬 該当馬なし
- 最優秀短距離馬 該当馬なし
- アラブ系2歳最優秀馬 レビンマサ
- アラブ系3歳最優秀馬 フジナミスペシャル
- アラブ系4歳上最優秀馬 ワシュウジョージ
- ばんえい最優秀馬サカノタイソン
- 特別表彰馬 ノボジャック

## リーディング

### リーディングジョッキー
| 分類         | 騎手の氏名 | 勝利数 |
| ------------ | ---------- | ------ |
| 中央競馬     |            |        |
| 地方競馬     |            |        |
| ばんえい競走 |            |        |

### リーディングトレーナー
| 分類         | 調教師の氏名 | 勝利数 |
| ------------ | ------------ | ------ |
| 中央競馬     |              |        |
| 地方競馬     |              |        |
| ばんえい競走 |              |        |

## 誕生
この年に生まれた競走馬は2004年のクラシック世代となる。

### 競走馬
- 1月27日 - カフェオリンポス
- 2月3日 - バゴ、マルターズヒート
- 2月7日 - ジョイフルハート
- 2月8日 - アズマサンダース、タイキバカラ
- 2月10日 - コスモバルク
- 2月24日 - レクレドール
- 2月25日 - ウイングレット、メイショウオスカル
- 2月27日 - ハイアーゲーム
- 3月1日 - シーキングザダイヤ
- 3月7日 - アドマイヤホープ
- 3月8日 - ハリーズコメット
- 3月9日 - サンバレンティン
- 3月13日 - トーセンブライト
- 3月16日 - ホオキパウェーブ
- 3月18日 - パーソナルラッシュ
- 3月19日 - ポップロック
- 3月20日 - キングカメハメハ
- 3月21日 - マイネルブルック
- 3月28日 - コスモサンビーム
- 3月29日 - ブラックタイド
- 4月1日 - タマモホットプレイ、ヤマニンアラバスタ、ヤマニンシュクル
- 4月8日 - コウエイトライ、ダイワメジャー
- 4月10日 - ダンスインザムード
- 4月15日 - ハーツクライ、ムーヴオブサンデー
- 4月16日 - メイショウボーラー
- 4月18日 - モエレトレジャー
- 4月20日 - アグネスラズベリ
- 4月22日 - ジョリーダンス
- 4月24日 - カンパニー
- 4月26日 - ハットトリック
- 4月28日 - スズカマンボ
- 4月30日 - サウンドザビーチ
- 5月3日 - デルタブルース
- 5月8日 - サヨウナラ
- 5月9日 - スイープトウショウ
- 5月11日 - ダイワエルシエーロ
- 5月27日 - エムオーウイナー
- 5月29日 - トウショウナイト
- 6月1日 - マイネソーサリス
- 6月2日 - アジュディミツオー

### 人物
- 2月4日 - 亀田温心（騎手）
- 2月9日 - 斎藤新（騎手）
- 2月20日 - 小林凌大（騎手）
- 3月12日 - 菅原明良（騎手）
- 3月26日 - 吉井章（騎手）
- 9月3日 - 角田大和（騎手）
- 9月12日 - 秋山稔樹（騎手）
- 11月8日 - 小林脩斗（騎手）
- 12月18日 - 泉谷楓真（騎手）

## 死去

### 競走馬、繁殖馬
- 3月5日 - ナスノチグサ[13]
- 4月1日 - シンボリインディ[14]
- 4月10日 - エリモジョージ[15]
- 5月14日 - チェックメイト[16]
- 5月18日 - テンモン[17]
- 7月2日 - リキエイカン[18]
- 9月17日 - グレイスナムラ[19]
- 11月4日 - ダイワカーリアン[20]

### 人物
- 1月17日 - 庄野穂積（元調教師）[21]
- 2月24日 - 大久保石松（元調教師）[22]
- 4月24日 - 久恒久夫（元調教師）[23]
- 5月19日 - 武平三（元調教師）[17]
- 6月11日 - 布施正（元調教師）[24]
- 8月6日 - 野平祐二（元調教師）[25]
- 10月1日 - 橋本輝雄（元調教師）[26]
- 10月7日 - 稲葉幸夫（元調教師）[9]
- 11月21日 - 八木沢勝美（元調教師）[27]
- 11月29日 - 吉田重雄（吉田牧場長）
- 11月30日 - 野平好男（元調教師）[28]

## 引退

### 競走馬
- 1月11日 - キングヘイロー[29]
- 1月26日 - ナリタルナパーク[30]
- 2月2日 - マルカコマチ[31]
- 2月9日 - タマモイナズマ[32]
- 2月13日 - ミスズシャルダン[33]
- 2月18日 - フサイチソニック[22]
- 2月25日 - ミッドナイトベット[22]、テイエムオオアラシ[22]、ビッグサンデー[22]
- 3月17日 - マニックサンデー[34]
- 3月18日 - ドージマムテキ[35]
- 4月17日 - マーベラスタイマー[15]
- 5月11日 - プリンセスカーラ[36]
- 5月16日 - サヤカ[36]
- 5月18日 - アドマイヤマンボ[37]
- 5月30日 - チアズグレイス
- 6月13日 - ブラックタキシード[38]
- 7月8日 - ブライアンズロマン[24]
- 7月18日 - ブラックホーク[39]
- 7月26日 - ロイヤルスズカ[40]
- 8月19日 - セイウンスカイ[11]
- 8月23日 - ロングカイウン[41]
- 9月8日 - タヤスケーポイント[42]
- 9月20日 - プリモディーネ[43]、ヒシピナクル[43]
- 9月27日 - サイコーキララ[44]
- 9月28日 - トキオエクセレント[45]
- 9月30日 - アグネスタキオン[11]
- 10月5日 - ニホンピロスワン[46]
- 10月7日 - ドージマファイター
- 10月17日 - レオリュウホウ[47]
- 10月20日 - アブクマレディー[47]
- 11月2日 - サイレントハンター[48]
- 11月9日 - マサラッキ[48]
- 11月16日 - ポートブライアンズ[49]
- 11月20日 - マチカネワラウカド[27]
- 11月21日 - サンプレイス[27]
- 11月24日 - ファストフレンド[11]
- 11月30日 - ヤマニンアクロ[50]
- 12月7日 - クリスザブレイヴ[50]
- 12月14日 - エンゼルカロ[51]
- 12月19日 - スギノハヤカゼ[52]
- 12月23日 - テイエムオペラオー、メイショウドトウ
- 12月26日 - クロフネ[12]

### 人物
- 1月31日 - 栗原洋一[53]、玉井智光[54]（いずれも騎手）
- 2月28日 - 大沢眞、柴田欣也、内藤繁春、中村好夫、二分久男、星川薫（以上調教師）、小島貞博、成田均[22]、的場均[22]、武藤善則[22]（以上騎手）
- 3月25日 - 久恒久夫（調教師）[55]
- 6月15日 - 細江純子（騎手）[24]
- 7月31日 - 野崎孝仁（騎手）[56]
- 8月31日 - 田村真来（騎手）[41]
- 9月2日 - 安田富男（騎手）[41]
- 11月30日 - 板倉真由子（騎手）
- 12月20日 - 栗田伸一（騎手）